# Louis Granier
Louis Granier, také Garnier nebo Grenier, (1740 Toulouse – 1800 tamtéž) byl francouzský houslista a hudební skladatel.

## Život
Louis Granier se narodil roku 1740 v Toulouse. Okolo roku 1760 je uváděn jako dirigent opery v Bordeaux. V roce 1764 uvedla pařížská Opera jeho adaptaci opery Andrého Campry Tancrède. Prvními známými původními skladbami jsou sbory ke hře Jeana Racina Athalia, která byla uvedena v Bruselu v roce 1765.
Od roku 1766 působil Garnier v Paříži, nejprve jako houslista v orchestru pařížské opery a jako „maître de musique“ ve službách knížete Karla Alexandra Lotrinského. V letech 1770–1773 byl hudebním ředitelem divadla v Toulouse, ve kterém také účinkovala jeho manželka jako primabalerina.
Poté se oba vrátili do Paříže, kde se Garnier stal prvním houslistou v královském orchestru („Chapelle du Roi“) a od roku 1775 působil ve stejné funkci i v koncertním orchestru Concert spirituel. V letech 1777-1778 byl zástupcem ředitele Královské hudební akademie (Académie Royale de Musique, tj. pařížská opera).
V roce 1786 se vrátil do svého domovského města Toulouse, kde zemřel v roce 1800.
Často uváděný příbuzenský vztah se skladatelem a violoncellistou Françoisem Granierem není prokázaný.

## Opery
- "Tancrède" (1764, Paříž, Théâtre de l'Opéra, revize stejnojmenné opery Andrého Campry)
- "Theonis, ou Le toucher" (1767, Paříž, Théâtre de l'Opéra, spolupráce Pierre-Montan Berton a Jean-Claude Trial)
- "Alcyone" (1771, Paříž, Théâtre de l'Opéra, revize stejnojmenné opery Marina Maraise)
- "Bellerophon" (1773, Versailles, revize stejnojmenné opery Lullyho)
- "Thésée" (1779, Paříž, Théâtre de l'Opéra, revize stejnojmenné opery Lullyho)